# Liste der Kellergassen in Großweikersdorf
Die Liste der Kellergassen in Großweikersdorf führt die Kellergassen in der niederösterreichischen Gemeinde Großweikersdorf an.
| Foto |                 | Kellergasse                    | Standort                          | Beschreibung |
| ---- | --------------- | ------------------------------ | --------------------------------- | --- |
| BW   | Datei hochladen | Ruppersthaler Straße           | KG: Baumgarten am Wagram Standort | Die einseitige Einzelkellergasse liegt in einem Graben am südwestlichen Rand des Dorfs. Sie erstreckt sich über 100 Meter Länge und besteht aus acht Gebäuden, davon fünf in Schildmauerform. |
| BW   | Datei hochladen |                                | KG: Baumgarten am Wagram Standort | Die kurze einseitige Einzelkellergasse liegt in einem Hohlweg am westlichen Rand des Dorfs. Sie erstreckt sich über 50 Meter Länge und besteht aus sechs Gebäuden, mehrheitlich in Schildmauerform und erneuerungsbedürftig. |
| ja   | Datei hochladen | Kreuzbergstraße                | KG: Großweikersdorf Standort      | Die beidseitige Einzelkellergasse liegt in einem Graben westlich außerhalb des Orts. Sie erstreckt sich über 100 Meter Länge und besteht aus 13 Gebäuden, teils in Schildmauerform, teils traufständig, viele erneuerungsbedürftig. |
| ja   | Datei hochladen | Waasen                         | KG: Großweikersdorf Standort      | Die beidseitige Einzelkellergasse liegt in einem Hohlweg südwestlich außerhalb des Orts. Sie erstreckt sich über 400 Meter Länge und besteht aus 41 Gebäuden, mehrheitlich in Schildmauerform und erneuerungsbedürftig. Der Hohlweg ist im oberen Teil schon verwachsen und kaum passierbar. |
| ja   | Datei hochladen | Höllgraben/Oberrußbacherstraße | KG: Großweikersdorf Standort      | In dem kurzen Hohlweg befinden sich einige ältere Keller, vorwiegend in Schildmauerform. Einige weitere Keller sind in der Oberrußbacherstraße. |
|      | Datei hochladen | Alte Hauptstraße / Marktweg    | KG: Großwiesendorf                | Das beidseitige Kellergassensystem an Geländekanten befindet sich am Ortsrand und im Hintaus. Es umfasst 20 Gebäude auf 300 Metern Länge, darunter 15 Keller, teils traufständig, teils in Schildmauerform. Die älteste Datierung ist von 1789. |
| BW   | Datei hochladen | Bahnhofstraße                  | KG: Großwiesendorf Standort       | Die einseitige Einzelkellergasse liegt an einer Geländekante am Ortsrand. Sie umfasst 13 Keller auf 250 Metern Länge: neun in Schildmauerform, vier traufständig. |
|      | Datei hochladen | Haltergraben                   | KG: Großwiesendorf                | Die einseitige Einzelkellergasse liegt in einem Hohlweg außerhalb des Orts. Sie erstreckt sich über 150 Meter Länge und besteht aus zwölf Gebäuden, teils in Schildmauerform, teils traufständig, die Hälfte erneuerungsbedürftig. |
| BW   | Datei hochladen | Hauptstraße                    | KG: Kleinwiesendorf Standort      | Die einseitige Einzelkellergasse liegt an einer Geländekante im Ort. Entlang der östlichen Seite der Hauptstraße liegen laut Schmidbaur auf 600 Metern Länge 49 Gebäude, davon 14 Gebäude mit Wohnnutzung und 30 Keller. Die Keller sind teils in Schildmauerform, teils traufständig, etwa die Hälfte ist erneuerungsbedürftig. Die älteste Datierung ist von 1777. Mittlerweile dürften einige der Keller durch neue Wohnhäuser ersetzt worden sein. Anmerkung: Vermutlich hat Schmidbaur in seinen Zahlen die Objekte, darunter auch Keller, nicht berücksichtigt, die sich nicht direkt an der Hauptstraße befinden, z. B. , |
| ja   | Datei hochladen | Baumgartner Straße             | KG: Ruppersthal Standort          | An der Straße am östlichen Ortsrand, die hier einen Hohlweg bildet, befinden sich einige Keller in Schildmauerform. |
| ja   | Datei hochladen | Nördlicher Kirchenhohlweg      | KG: Ruppersthal Standort          | Die Kellergasse umfasst neun Gebäude einseitig auf 100 Meter Länge an einer Geländekante (davon eine Scheune, ein Wohnhaus, drei traufständige Keller, vier Schildmauer-Keller). |
| ja   | Datei hochladen | Südlicher Kirchenhohlweg       | KG: Ruppersthal Standort          | In diesem Bereich gibt es auf 150 Metern Länge 14 Keller in Hohlweglage (davon sieben in Schildmauerform, sechs traufständig, einer giebelständig). Die Keller verteilen sich auf zwei Hohlwege. |
| BW   | Datei hochladen | Reifel                         | KG: Ruppersthal Standort          | Die beidseitige Einzelkellergasse liegt in einem Hohlweg am nordwestlichen Ortsrand. Auf 250 Metern Länge besteht sie aus 27 Gebäuden, darunter fünf Um- oder Neubauten teils mit Wohnnutzung. Die Keller sind teils in Schildmauerform, teils traufständig, und mehrheitlich erneuerungsbedürftig. Die älteste Datierung ist von 1933. |
| ja   | Datei hochladen | Schmiedgasse                   | KG: Ruppersthal Standort          | Das beidseitige Kellergassensystem besteht aus zwei Kellergassen: der Straße nach Oberstockstall, die am westlichen Ortsrand einen beeindruckenden bis zu zwölf Meter tiefen Hohlweg bildet, und einem von dieser Straße außerhalb des Orts nach Nordwesten abzweigenden, ebenso tiefen Hohlweg. Es erstreckt sich über 500 Meter Länge und besteht aus 58 Kellern, überwiegend in Schildmauerform. Mehr als die Hälfte der Keller ist erneuerungsbedürftig oder verfallen. Die älteste Datierung ist von 1932. |
| ja   | Datei hochladen | Königsbrunner Straße           | KG: Ruppersthal Standort          | Am südwestlichen Ortsrand befinden sich vier Keller in Schildmauerform an der Straße Richtung Königsbrunn, die hier einen kurzen Hohlweg bildet. |
| BW   | Datei hochladen |                                | KG: Tiefenthal Standort           | Die einseitige Einzelkellergasse liegt in einem Hohlweg am nördlichen Ortsrand. Sie umfasst auf 200 Metern Länge acht Keller, teils in Schildmauerform, teils traufständig. |

| Foto:                    | Fotografie der Kellergasse (Gesamtheit). Klicken des Fotos erzeugt eine vergrößerte Ansicht. Daneben finden sich zwei Symbole: \| Weitere Bilder vorhanden \| Das Symbol bedeutet, dass weitere Fotos des Objekts verfügbar sind. Durch Klicken des Symbols werden sie angezeigt. \| \| Eigenes Foto hochladen \| Durch Klicken des Symbols können weitere Fotos des Objekts in das Medienarchiv Wikimedia Commons hochgeladen werden. \| |
| Name:                    | Bezeichnung der Kellergasse |
| Standort:                | Es ist die Katastralgemeinde (KG) angegeben. Durch Aufruf des Links Standort wird die Lage der Kellergasse in verschiedenen Kartenprojekten angezeigt. |
| Beschreibung             | Kurze Beschreibung der Kellergasse |
| Weitere Bilder vorhanden | Das Symbol bedeutet, dass weitere Fotos des Objekts verfügbar sind. Durch Klicken des Symbols werden sie angezeigt. |
| Eigenes Foto hochladen   | Durch Klicken des Symbols können weitere Fotos des Objekts in das Medienarchiv Wikimedia Commons hochgeladen werden. |